# Ratusz w Bradford
Ratusz w Bradford – ratusz miejski w stylu gotyku weneckiego zlokalizowany w centrum angielskiego miasta Bradford (West Yorkshire), na Centenary Square.

## Historia i architektura

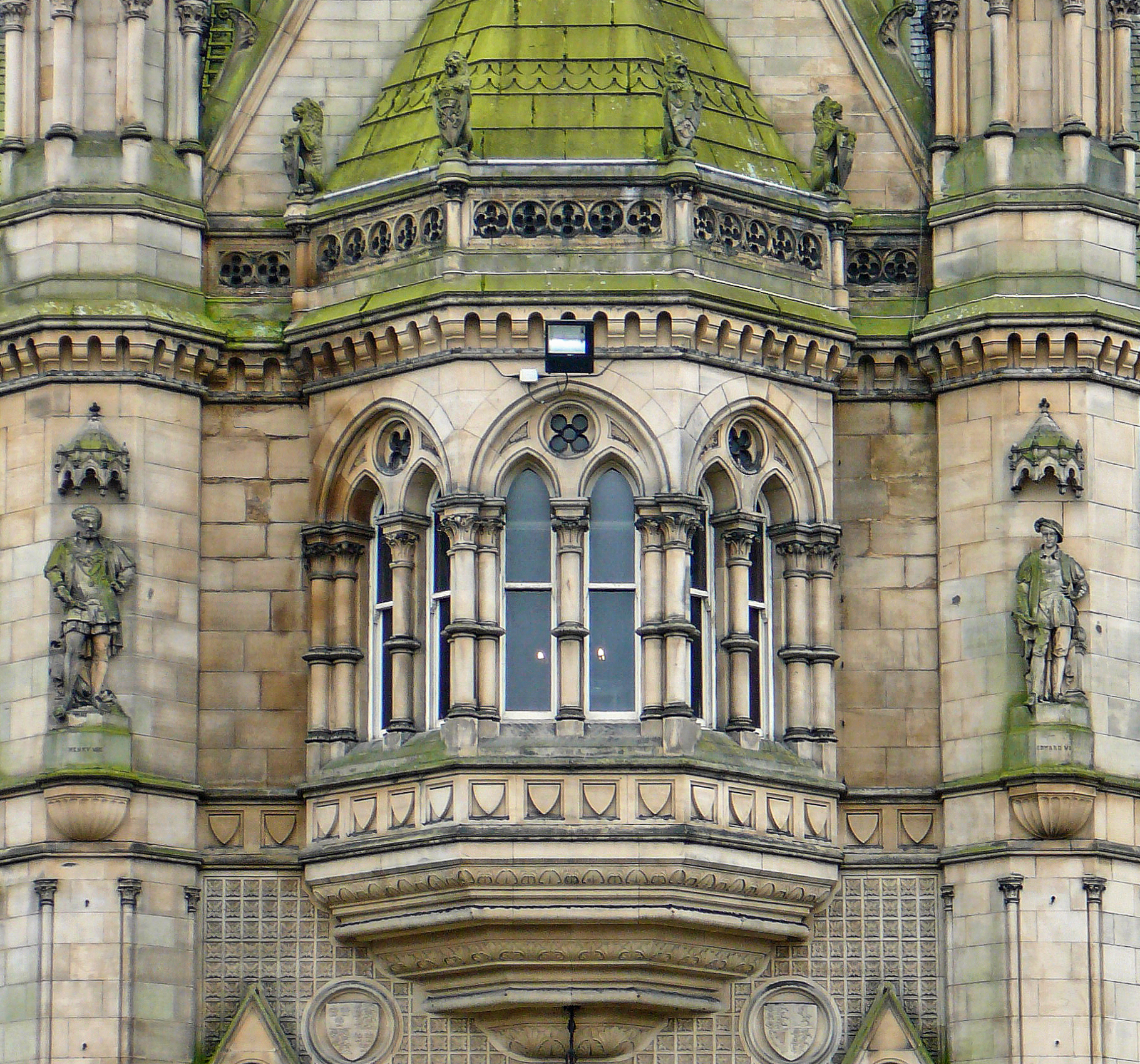
Detal (wykusz)

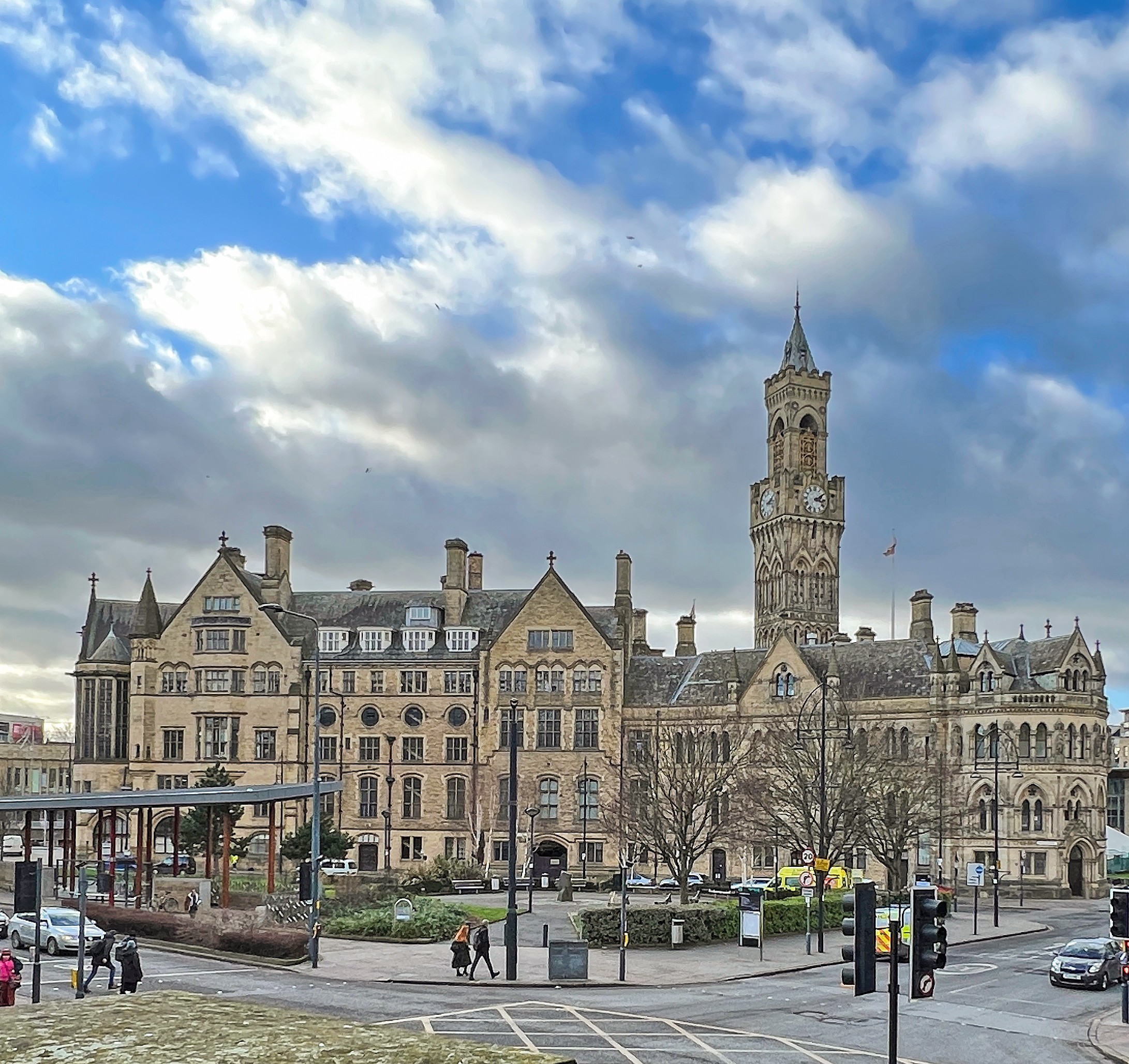
Elewacja Shawa

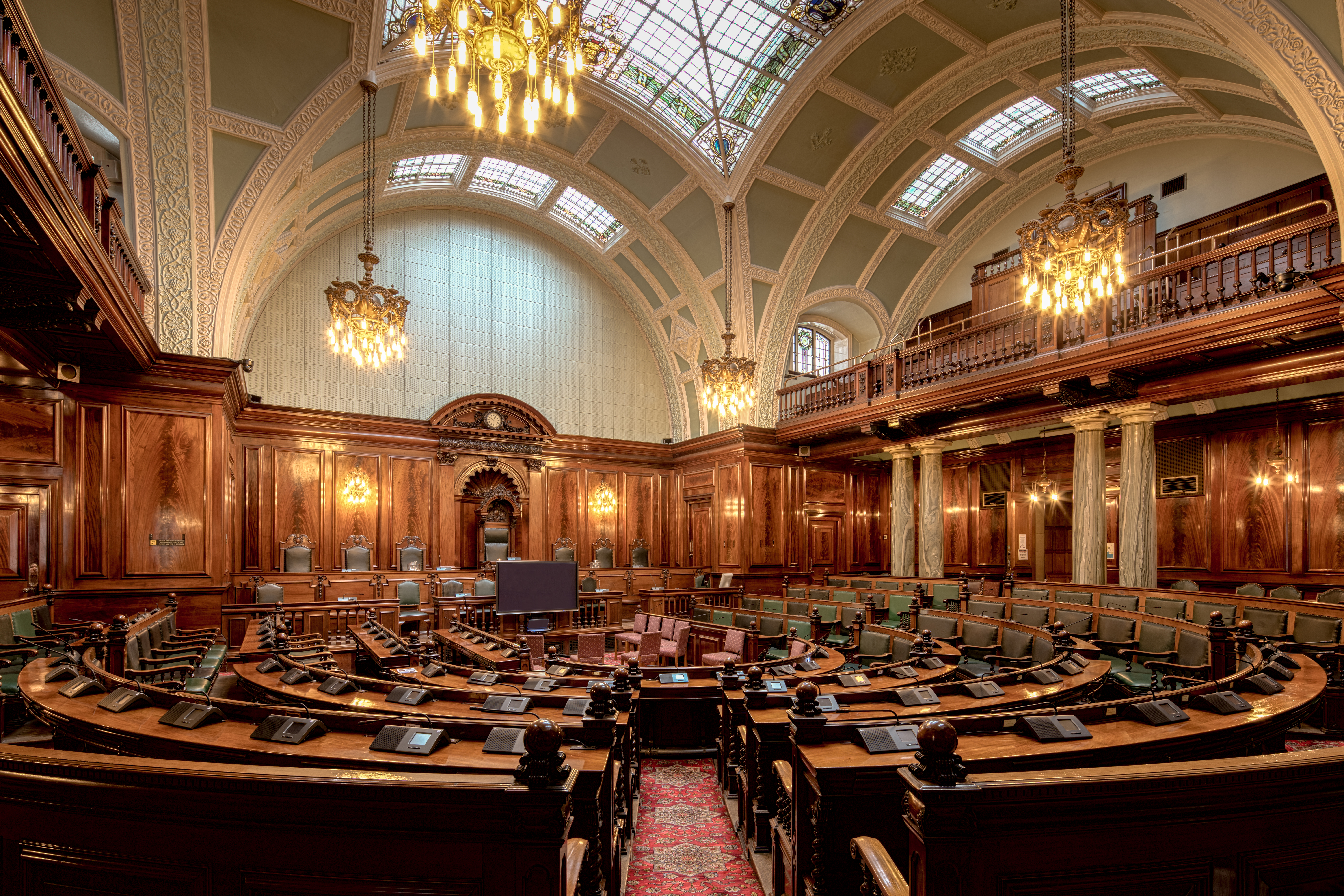
Sala posiedzeń rady miejskiej

Obiekt wzniesiono na trójkątnej działce po konkursie architektonicznym, według zwycięskiego projektu Henryego Francisa Lockwooda i Williama Mawsona, autorów m.in. pobliskiego St George’s Hall. Budowa trwała w latach 1869-1873. Obiekt został rozbudowany w latach 1905–1909 według planów Normana Shawa (wykonawcą był architekt miejski Edwards). Budynek miał konkurować z ratuszami w Leeds i Halifax.
Elewacje wykonano z piaskowca. Mają one trzy kondygnacje i poddasze ze stromymi dwuspadowymi dachami. Reprezentują styl neogotycki, naśladując wczesny gotyk i gotyk dojrzały, do połowy XIII wieku. Całość bryły dominuje wysoka wieża o formach toskańskich, będąca dominantą całego miasta, widoczną z dużych odległości. Najdłuższa i najbardziej reprezentacyjna pierzeja zwrócona jest w kierunku Tyrell Street. Ozdobiona jest licznymi otworami okiennymi pod maswerkami z ostrołukami. Pierwotnie miała być znacznie bardziej zdobiona, m.in. rzeźbionymi główkami, z czego ostatecznie zrezygnowano. Najwyższe piętro traktowane jest jako jednolita arkada z ciągiem posągów królów i królowych w zadaszonych niszach. Okap zwieńczony jest kolumnadą pełniącą funkcję parapetu. Powyżej wznoszą się lukarny i sterczyny. W centralnym punkcie długiego frontu znajduje się wykusz umieszczony nad portalem. Tutaj umieszczono wysokiej jakości rzeźby w wieloosiowych ościeżach drzwi i ramie łuku. Brama wykonana jest z kutego żelaza o misternych zwojach. Szerokie schody prowadzą do holu.
Podczas rozbudowy z lat 1905–1909 rada miejska nie wyraziła zgody na dodanie kondygnacji poddasza do pierwotnego budynku. Elewacje dodane przez Shawa łączą różne style (gotyk, romanizm i styl królowej Anny z rokokowymi okuciami) oraz elementy zaczerpnięte z poprzednich prac w jego karierze, a jednocześnie nawiązują z szacunkiem do twórczości Lockwooda i Mawsona. Attyki wywodzą się z gotyku francuskiego. Masywny narożnik południowo-zachodni ma wysokie, wielodzielne okno holu oświetlające jadalnię oraz wieżyczkę zwieńczoną iglicą.
Sale recepcyjne i jadalnia z wysokim łukowym dachem i rzeźbionym kominem są najprawdopodobniej dziełem Normana Shawa. Sala Rady jest oświetlona od góry i zbudowana na planie krzyża greckiego z galeriami na marmurowych kolumnach. Główny hol wejściowy i klatkę schodową z marmuru ukończył William Williamson w latach 1913-1914.
W ratuszu kręcono sceny m.in. do następujących produkcji filmowych, czy serialowych: Skarb narodów, Peaky Blinders i Testament młodości, Coronation Street, Emmerdale i The ABC Murders.